# Лауритц Кристиан Линдхардт
Лауриц Кристиан Линдхардт (20 августа 1842 — 25 сентября 1906) — датский стоматолог, профессор Копенгагенской стоматологической школы и президент Датской стоматологической ассоциации в 1888—1890 и 1891—1898 годах. В 1870 году он помог представить первую зубную щетку из Америки.

## Биография и карьера
Лауртис Кристиан Линдхардт был сыном Бендта Линдхардт и Йоханны Томасин Николин Лауритсдаттер Пром и стал отцом Хольгера Линдхардта, дантиста в Рённе. Среди его потомков — боец сопротивления Орла Хольгер Линдхардт и современный писатель Клаес (Микола) Линдхардт.
Линдхардт был назначен полным профессором в 1894 году.
В 1893 году Линдхардт стал кавалером ордена Даннеброга.